# Walnut Township (comté de Bureau, Illinois)
Pour les articles homonymes, voir Walnut.
Walnut Township est un township du comté de Bureau dans l'Illinois, aux États-Unis,. 